# Apostolische Nuntiatur für Liberia
Die Apostolische Nuntiatur für Liberia ist die offizielle diplomatische Vertretung des Heiligen Stuhls in dem westafrikanischen Staat Liberia. Apostolischer Nuntius ist seit Juli 2022 Erzbischof Walter Erbì.
Die Vertretung wurde zunächst 1951 als Apostolische Delegation eingerichtet und am 7. März 1966 zur Apostolischen Nuntiatur erhoben.

## Liste der Apostolischen Nuntien
- 1951–1960: John Collins (* 1889; † 1961)
- 1961–1966: Francis Carroll (* 1912; † 1980)
Erhebung zur Apostolischen Nuntiatur
- 1966–1979: Francis Carroll
- 1979–1984: vakant
- 1984–1987: Romeo Panciroli (* 1923; † 2006)
- 1987–1992: vakant
- 1992–1995: Luigi Travaglino (* 1939)
- 1995–1999: Antonio Lucibello (* 1942)
- 1999–2005: Alberto Bottari de Castello (1942–2025)
- 2005–2012: George Antonysamy (* 1952)
- 2013–2017: Mirosław Adamczyk (* 1962)
- 2018–2022: Dagoberto Campos Salas (* 1966)
- seit 2022: Walter Erbì (* 1968)